# Victorio Spinetto
Victorio Luis Spinetto (ur. 3 czerwca 1911, zm. 28 sierpnia 1990) – piłkarz argentyński, środkowy pomocnik. Później trener.
Urodzony w Buenos Aires Spinetto karierę piłkarską rozpoczął w 1932 roku w klubie CA Platense, skąd jeszcze w tym samym roku przeszedł do klubu CA Vélez Sarsfield. W Vélez Sársfield grał do 1937 roku, po czym w 1938 roku przeniósł się do CA Independiente, z którym zdobył mistrzostwo Argentyny. W 1939 roku znów grał w Vélez Sársfield, gdzie zakończył karierę w 1940 roku. Łącznie w lidze argentyńskiej Spinetto rozegrał 233 mecze i zdobył 49 bramek.
Wielki autorytet i charyzma sprawiały, że Spinetto był liderem każdej drużyny. Obok dużych umiejętności miał niezwykle wybuchowy temperament, przez co często wyrzucany był przez sędziów z boiska.
Po zakończeniu kariery piłkarskiej został trenerem - w 1942 roku objął pieczę nad zespołem klubu Vélez Sársfield, w którym pracował nieprzerwanie przez 14 lat i który w 1953 roku doprowadził do tytułu wicemistrza Argentyny. Potem pracował w klubie Atlanta Buenos Aires, z którym w 1958 roku wygrał turniej Copa Suecia.
Spinetto wchodził wraz z José Della Torre i José Barreiro w skład trójki trenerskiej, która kierowała reprezentacją Argentyny podczas turnieju Copa América 1959. Szefem trenerskiej trójki został ostatecznie Spinetto.
Spinetto pierwszy raz w dziejach reprezentacji Argentyny zorganizował zgrupowanie w górach w okolicy Mendozy. Przygotowanie fizyczne zespołu oddano w ręce wybitnego specjalisty Adolfo Mogilewskiego, który zmusił argentyńskich artystów do ciężkiej i wszechstronnej pracy.
Prowadzony przez trenerską trójkę zespół zdobył mistrzostwo Ameryki Południowej, odnosząc 5 zwycięstw (6:1 z Chile, 2:0 z Boliwią, 3:1 z Peru, 3:1 z Paragwajem i 4:1 z Urugwajem) oraz raz remisując (1:1 z Brazylią). Argentyna zdobyła 19 bramek i straciła 5 bramek.
Po przygodzie z reprezentacją Spinetto pracował w klubach Racing Club de Avellaneda, San Lorenzo de Almagro, Argentinos Juniors Buenos Aires, CA Lanús oraz w Defensores de Belgrano Buenos Aires.
W 1970 roku był trenerem w klubie Atlanta, a w 1974 i 1975 roku był trenerem klubu Ferro Carril Oeste.